# فرودگاه پورت استنلی
فرودگاه پورت استنلی (به انگلیسی: Port Stanley Airport) یک فرودگاه همگانی با کد یاتا PSY است که دو باند فرود آسفالت دارد. این فرودگاه در شهر استنلی، جزایر فالکلند جزایر فالکلند قرار دارد.